# Giddings (Texas)
Giddings város az USA Texas államában, Lee megyében, melynek megyeszékhelye is. Lakosainak száma 4969 fő (2020. április 1.).

## Népesség
A település népességének változása:
| Lakosok száma | 624  | 4881 | 4969 |
|               | 1880 | 2010 | 2020 |